# World Social Forum
World Social Forum (WSF) är en årlig konferens som hålls av organisationer inom den globaliseringskritiska rörelsen (Globala rättviserörelsen) i många länder, och som syftar till samordning av kampanjer och diskussioner om strategier mot den globalisering som sker enligt marknadsliberala principer. I allmänhet hålls konferenserna i januari, ungefär samtidigt som World Economic Forum i Davos i Schweiz. 
Från en relativt blygsam start 2001 har WSF vuxit till en jättelik konferens, med hundratals seminarier, diskussioner och föredrag i mångskiftande ämnen. Dessa arrangeras i regel av folkrörelser och gräsrotsorganisationer av olika slag från hela världen. Partipolitiska arrangemang tillåts inte. En ständigt diskuterad fråga inom WSF är huruvida man ska samla sig kring gemensamma krav eller inte. Hittills har huvudprincipen varit att WSF ska avhålla sig från att bli en aktör av den typen, och i stället vara just ett "torg" där olika åsikter kommer till tals. Tanken är att man genom att inspirera gräsrotsrörelser till aktion runt om i världen, vinner en större total styrka än om man centralt gör uttalanden i de frågor som avhandlas. Dessutom saknas en struktur inom WSF av det slag som kunde göra centrala uttalanden demokratiskt giltiga. 
Vid WSF i Porto Alegre 2005 presenterades ändå ett manifest i 12 punkter kring ekonomi, fred och demokratifrågor, undertecknat av ett antal personer med hög trovärdighet inom WSF. Där krävdes bland annat införandet av en internationell Tobinskatt, dvs en "friktionsskatt" på valutatransaktioner, avskaffandet av skatteparadis samt åtgärder för en rättvis handel. 
1. Det första WSF hölls januari 2001 i Porto Alegre, Brasilien med 5000-20 000 deltagare, enligt olika uppskattningar.
2. Det andra WSF hölls 2002 i Porto Alegre, Brasilien med ca 50 000 deltagare.
3. Det tredje WSF hölls 2003 i Porto Alegre, Brasilien med ca 100 000-120 000 deltagare.
4. Det fjärde WSF hölls 2004 i Bombay, Indien med ca 150 000 deltagare.
5. Det femte WSF hölls 2005 i Porto Alegre, Brasilien med ca 120 000 deltagare.
6. 2006 var WSF polycentriskt, med regionala konferenser i Bamako (Mali), Caracas (Venezuela), Karachi (Pakistan) och Atén (Grekland).
7. Det sjätte världsomfattande WSF hölls 2007 i Nairobi, Kenya.

Förutom de stora världssociala forumen anordnas också regionala och lokala sociala forum. I Europa har det ordnats europeiska sociala forum vid flera tillfällen. Det senaste europeiska sociala forumet anordnades i Malmö i september 2008.